# Wheelmap.org
Wheelmap.org是一個方便尋找和展示全世界可供輪椅無障礙通行地方的電子地圖網站，由德國非政府組織開發。任何人士都可以將根據無障礙通行的情況將任何公共場所以交通燈三色形式加入地圖。地圖以開放街圖作為底圖。網站於2010年建立以方便輪椅人士出行計劃。孕婦、使用嬰兒車或攜帶大型行李的人士亦可從中受益。目前地圖上已有60萬個公共場所的資料，每天新增約300個。網站亦設有app版，並可在iOS、Android和Windows phone運作。